# 사랑의 가위바위보
《사랑의 가위바위보》(One Perfect Day)는 한국에서 제작된 김지운 감독의 2013년 멜로/로맨스, 코미디 영화이다. 윤계상 등이 주연으로 출연하였다. 김지운 감독의 최초의 로맨틱 코미디 장르 영화이다.

## 출연

### 주연
- 윤계상
- 박신혜

### 조연
- 박수진
- 김열
- 김윤주
- 이민아

## 기타
- 프로듀서: 김정화
- 제작이사: 정원희
- 제작부장: 손문성
- 제작부: 김용언
- 제작부: 홍하늘
- 제작부: 나기돈
- 제작지원: 박송해
- 제작지원: 김원훈
- 제작지원: 양승진
- 제작지원: 최희진
- 제작투자: 박동문
- 투자책임: 윤재은
- 공동제작: 박종진
- 라인프로듀서: 이동진
- 제작관리부문: 정원희
- 제작관리부문: 최은아
- 제작관리부문: 정석현
- 촬영부: 유지선
- 촬영부: 김지룡
- 촬영부: 가원경
- 촬영부: 윤규열
- 조명: 김승규
- 조명부: 신태섭
- 조명부: 이승호
- 조명부: 김범준
- 조명부: 이정현
- 조명부: 황한아
- 조명부: 황한아
- 조명부: 이동화
- 그립: 장현진
- 그립: 이현규
- 키그립: 김학수
- 연출부: 남시욱
- 연출부: 유승훈
- 스크립터: 조은영
- 조감독: 조용진
- 동시녹음: 김지환
- 붐오퍼레이터: 송승현
- 붐어시스턴트: 김길남
- 미술: 조화성
- 미술: 박재현
- 미술팀: 강지윤
- 미술팀: 오세룡
- 미술팀: 김향미
- 미술팀장: 정이진
- 미술팀장: 선진화
- 특수효과: 천래훈
- 특수효과: 조경규
- 특수효과: 윤태식
- 특수효과: 정도안
- 특수효과: 이희경
- 시각효과: 주요한
- 분장-헤어: 황수정
- 분장팀: 변수정
- 의상: 한혜숙
- 현장편집: 배연태
- 스토리보드: 차주한
- B카메라: 이형덕
- 촬영B팀: 이지훈
- 촬영B팀: 박찬희
- 촬영B팀: 강종수
- 촬영B팀: 배정현
- 데이터매니저: 최시원
- 데이터매니저: 임명현
- 촬영장비: 이석용
- 발전차: 이동화
- 조명B팀: 김태훈
- 조명B팀: 남경민
- 조명B팀: 홍성준
- 조명B팀: 김종휘
- 조명B팀: 이종현
- 추가발전차: 손용훈
- 추가발전차: 백종현
- 조명크레인: 이기준
- 조명장비: KIMLIGHTING
- 의상팀: 홍지영
- 편집어시스턴트: 원성연
- 음악부문: 이은주
- 음악부문: 나래
- 음악부문: 김수영
- 음악부문: 김지현
- 음악부문: 최정욱
- 음악부문: 전혜나
- 음악부문: 고은미
- 음악부문: 윤지혜
- 음악부문: 박상욱
- 음악부문: 조신일
- 음악부문: 임형진
- 시각효과부문: 이상우
- 시각효과부문: 박성진
- 시각효과부문: 정윤희
- 시각효과부문: 박명성
- 시각효과부문: 안홍주
- 시각효과부문: 김혁
- 시각효과부문: 염도선
- 시각효과부문: 서용한
- 시각효과부문: 김치훈
- 시각효과부문: 정철황
- 시각효과부문: 정철호
- 시각효과부문: 하효정
- 시각효과부문: 이유송
- 시각효과부문: 이상진
- 시각효과부문: 오주환
- 시각효과부문: 김의지
- 시각효과부문: 염은정
- 시각효과부문: 유상일
- 시각효과부문: 이선영
- 시각효과부문: 김성훈
- 시각효과부문: 이락경
- 시각효과부문: 이경재
- 시각효과부문: 이진아
- 시각효과부문: 전승룡
- 시각효과부문: 김성수
- 시각효과부문: 박지혜
- 시각효과부문: 이무형
- 시각효과부문: 추진아
- 시각효과부문: 전은지
- 시각효과부문: 김한준
- 시각효과부문: 김정민
- 시각효과부문: 김한웅
- 시각효과부문: 오호준
- 시각효과부문: 손현일
- 시각효과부문: 고재곤
- 시각효과부문: 임주영
- 시각효과부문: 손승현
- 시각효과부문: 류춘호
- 시각효과부문: 송명희
- 시각효과부문: 정민아
- 시각효과부문: 김찬수
- 시각효과부문: 엄지환
- 시각효과부문: 김경철
- 시각효과부문: 김현주
- 시각효과부문: 임영은
- 시각효과부문: 임은지
- 시각효과부문: 김래석
- 시각효과부문: 김은성
- 시각효과부문: 정고은
- 시각효과부문: 이수경
- 시각효과부문: 최철호
- 시각효과부문: 박선희
- 사운드부문: 최태영
- 사운드부문: 강혜영
- 사운드부문: 고광현
- 사운드부문: 김병인
- 사운드부문: 장찬우
- 사운드부문: 이지윤
- 사운드부문: 박진혜
- 사운드부문: 김송이
- 사운드부문: 정승현
- 디지털처리부문: 김백철
- 디지털처리부문: 강상우
- 디지털처리부문: 옥임식
- 디지털처리부문: 류연
- 디지털처리부문: 이정민
- 디지털처리부문: 신정민
- 디지털처리부문: 김재민
- 디지털처리부문: 이경종
- 디지털처리부문: 장지욱
- 디지털처리부문: 최인선
- 디지털처리부문: 이종은
- 디지털처리부문: 유영현
- 디지털처리부문: 서동원
- 디지털처리부문: 김인석
- 디지털처리부문: 이경호
- 디지털처리부문: 조하나
- 디지털처리부문: 조아라
- 디지털처리부문: 조세형
- 디지털처리부문: 정선진
- 캐스팅지원: 김용곤
- 캐스팅지원: 김상희
- 동물지원: 황운영
- 식당차: 최대현
- 분장차: 최종남
- 포스터사진: 조남룡
- 예고편: 김진석
- 예고편: 송정은
- 예고편: 이상목
- 예고편: 박예니
- 홍보책임: 명수미
- 홍보진행: 이은하
- 홍보진행: 김희진
- 프로모션부문: 김경태
- 프로모션부문: 김삼철
- 프로모션부문: 이민수
- 프로모션부문: 이우용
- 온라인부문: 오종현
- 온라인부문: 이혁순
- 온라인부문: 박국화
- 온라인부문: 최광희
- 마케팅부문: 박승화
- 마케팅부문: 박소연
- 마케팅부문: 김하수
- 마케팅부문: 우종범
- 마케팅부문: 유안나
- 마케팅부문: 노영주
- 마케팅부문: 김은아
- 마케팅부문: 김기동
- 마케팅부문: 송미경
- 마케팅부문: 양문영
- 마케팅부문: 김지현
- 현장사진: 송경섭
- 현장사진: 조원진
- 현장다큐멘터리: 박찬수
- 배급부문: 김석형
- 배급부문: 박진희
- 배급부문: 이성수
- 배급부문: 최현주
- 배급부문: 하성민
- 배급부문: 한세령
- 시각효과부문: 손승현
- 매니저부문: 전경수
- 매니저부문: 김대진
- 매니저부문: 안종원
- 매니저부문: 이은영
- 매니저부문: 성준환
- 매니저부문: 이상언
- 매니저부문: 천상현
- 매니저부문: 고휘석
- 매니저부문: 장재은
- 매니저부문: 김일종
- 매니저부문: 엄한국
- 매니저부문: 손명준
- 보조출연: 이옥희
- 보조출연: 이주한
- 연출지원: 이충진
- 보험: 김후식